# Präsident (Schiff, 1965)
Die Präsident ist ein deutsches Fahrgastschiff, das lange auf den Berliner Gewässern im Einsatz war.

## Geschichte
Mitte der 1960er-Jahre absolvierten mehrere große Schiffsneubauten in Berlin ihre Jungfernfahrten. Dazu gehörten die  Wappen von Berlin, das erste Schiff der Stern und Kreisschiffahrt nach langer Zeit, das nicht auf der 1963 stillgelegten Teltow-Werft, sondern am Rhein hergestellt worden war, die Vaterland, die ebenfalls am Rhein gebaut worden war, und die Präsident. Dieses Schiff wurde ab dem Spätsommer 1965 von der Reederei Franz und Alfred-Werner Schmolke genutzt. Die Pläne zu diesem Schiff, das einen auffallend hohen Vordersteven hatte, hatte Alfred Schmolke senior gezeichnet. Den Schiffskörper hatte die Reederei bei den Deutschen Industriewerken in Spandau bestellt und im Mai 1965 erhalten. Alfred Schmolkes Söhne erledigten dann den Innenausbau binnen dreier Monate. Die Präsident, die von zwei 240-PS-Dieselmotoren angetrieben wurde, durfte anfänglich 800 Fahrgäste befördern und gehörte damit zu den größten Fahrgastschiffen in Berlin. Eine Besonderheit stellte damals auch das Funktelefon dar, mit dem die Präsident ausgestattet war. 1968 gehörte das Schiff noch zur Reederei Franz und Alfred-Werner Schmolke und pflegte von der Tegel-Uferpromenade aus abzufahren. Die Familie Schmolke war damals in mehreren Unternehmen engagiert: Für die Reederei Karl Schmolke fuhr das Schiff Hoffnung, für die Reederei Schmolke & Söhne waren Merkur und Amor im Einsatz. Keines dieser drei anderen Schmolke-Schiffe durfte mehr als 200 Personen befördern.
Von 1965 bis 1978 fuhr die Präsident für Schmolke, danach wurde das Schiff von der Reederei Bruno Winkler übernommen. Im Jahr 1987 durfte die Präsident noch 600 Fahrgäste befördern und war damit, was die Kapazität betraf, neben der Vaterland eines der beiden zweitgrößten Schiffe, die die Reederei damals betrieb. Die 1971 gebaute Hanseatic durfte damals noch 700 Personen an Bord nehmen.
Die Reederei Bruno Winkler nutzte das Schiff bis 1995, dann veräußerte sie die Präsident an die Fahrgastschiffahrt Tangermünde, Reederei Roland Kaiser. Im Jahr 2000 war die Präsident das größte der drei Schiffe dieser Reederei. Sie hatte damals noch eine Zulassung für die Beförderung von 400 Personen. Kaiser nutzte damals neben der Präsident die Schiffe Freundschaft und Elbkaiser, die für 32 bzw. 140 Fahrgäste vermessen waren. Mittlerweile (Stand: Februar 2022) befinden sich in der Flotte der 1992 gegründeten Reederei außer der Präsident noch die Schiffe Grosser Kurfürst und Elbkaiser.